# Хімічна індукція
Хімічна індукція (англ. chemical induction, рос. химическая индукция) — явище, коли в хімічній системі одна реакція прискорює іншу або викликає перебіг іншої реакції, яка сама у відсутності першої в даних умовах не йде. Це відбувається завдяки участі інтермедіату або продукту першої реакції в другій. Хімічна індукція часто спостерігається в окисно-відновних, радикально-ланцюгових та біохімічних реакціях. Дві реакції, з яких одна індукує іншу, називаються спряженими, наприклад, сульфіт-йон у водному розчині окиснюється киснем, арсеніт-йон — ні, але коли вони присутні в розчині разом, то окиснюються обидва.
O2 (актор) + 2SO3 2– (індуктор) → 2SO4 2–
O2 (актор) + 2AsO3 3– (акцептор) → 2AsO4 3–